# W16 엔진
W16 엔진(영어: W16 engine)은 W 구성에서 4개의 실린더 뱅크가 있는 16개의 실린더 피스톤 엔진이다.
2005년부터 부가티 베이론, 부가티 시론 및 관련 모델에 사용된 폭스바겐 그룹 8.0 WR16 엔진을 제외하고 W16 엔진은 거의 생산되지 않는다.

## 폭스바겐 그룹
폭스바겐 그룹은 2005년부터 부가티 베이론과 부가티 시론에 사용된 W16 엔진을 생산하였다. 배기량은 8.0 L (488 cu in)이고 4개의 터보 차저이다. 이것은 사실상 두 개의 좁은 각도 VR8 엔진 (VR6 설계 기반)이 공통 크랭크 축에 90도의 끼인 각도로 결합된다.
부가티 볼리드에 설치된 엔진의 가장 강력한 버전은 7,000rpm에서 1,361 kW (1,825 hp; 1,850 PS)를 생성한다.

## 타 제조업체

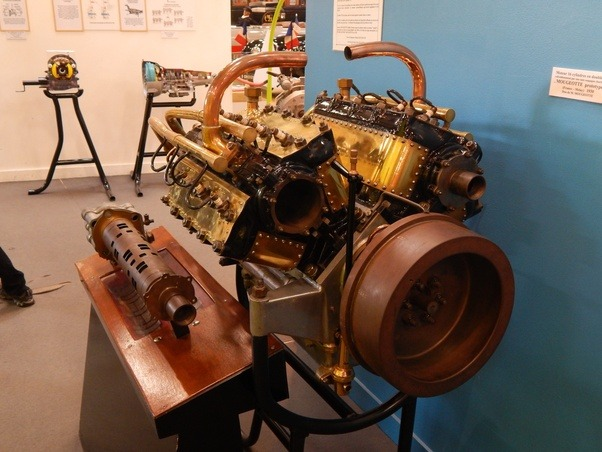
1916 Gaston Mougeotte W16 엔진

1916년 프랑스에서 Gaston Mougeotte에 의해 로터리 밸브 W16 엔진이 제작되었다.
1995년에 제작된 일회성 스포츠카인 Jimenez Novia는 두 개의 크랭크 샤프트가 있는 W16 엔진을 사용했다.야마하 FZR1000 4기통 직렬 오토바이 엔진 4개를 결합하여 제작된 엔진의 배기량은 4.0 L (244 cu in), 캠축 8개, 실린더 당 밸브 5개이며 560 bhp (418 kW; 568 PS)를 생산한다.